# Steinsiepen (Dorp)
Steinsiepen ist eine Hofschaft im Stadtbezirk Burg/Höhscheid der bergischen Großstadt Solingen.

## Lage und Beschreibung
Der Ort befindet sich an einem östlichen Talhang des Bertramsmühler Bachtals im Süden des Solinger Stadtgebietes. Auf einem östlich gelegenen Höhenzug verläuft die Landesstraße 407, die Burger Landstraße, die Krahenhöhe mit Burg an der Wupper verbindet. Von dieser Straße zweigt eine kleine Straße ab, die im oberen Abschnitt Birken heißt und schließlich nach der gleichnamigen Hofschaft Steinsiepen benannt ist. Von der Hofschaft aus führen mehrere Wald- und Wanderwege in das Bertramsmühler Bachtal. Bei Steinsiepen entspringen zwei kleine Bäche, die nach kurzem Verlauf in westliche Richtung in den Bertramsmühler Bach münden: Steinsiepener Bach und Steinsiepen. 
Benachbarte Orte sind bzw. waren (von Nord nach West): Wieden, Birken, Dorperhof, Jagenberg, Petersmühle, Kirschbaumskotten, Pfaffenberg, III. Hästen, Scharfhausen und Bertramsmühle.

## Etymologie
Die Ortsbezeichnung deutet Brangs als Siepen, das an einem Stein (Felsen) gelegen ist. Der Ortsname kommt auch im Stadtteil Gräfrath vor, siehe dazu Steinsiepen (Gräfrath).

## Geschichte
Steinsiepen ist seit dem 15. Jahrhundert nachweisbar. Der Ort wurde erstmals im Jahre 1488 im Zehntregister des Klosters Altenberg als Steynsieffen urkundlich erwähnt.:1 In dem Kartenwerk Topographia Ducatus Montani von Erich Philipp Ploennies, Blatt Amt Solingen, aus dem Jahre 1715 ist der Ort mit einer Hofstelle verzeichnet und als Steinſieben benannt. Der Hof wurde in den Ortsregistern der Honschaft Dorp innerhalb des Amtes Solingen geführt. Die Topographische Aufnahme der Rheinlande von 1824 verzeichnet den Ort als Steinsiepen und die Preußische Uraufnahme von 1844 ebenfalls als Steinsiepen. In der Topographischen Karte des Regierungsbezirks Düsseldorf von 1871 ist der Ort erneut als Steinsiepen verzeichnet.
Nach Gründung der Mairien und späteren Bürgermeistereien Anfang des 19. Jahrhunderts gehörte der Ort zur Bürgermeisterei Dorp, die 1856 das Stadtrecht erhielt. Die Bürgermeisterei beziehungsweise Stadt Dorp wurde nach Beschluss der Dorper Stadtverordneten zum 1. Januar 1889 mit der Stadt Solingen vereinigt. Damit wurde Steinsiepen ein Ortsteil Solingens. 

Seit Dezember 1984 stehen von den historischen Fachwerkhäusern im Ort die Gebäude Steinsiepen 9 und 11 unter Denkmalschutz. 

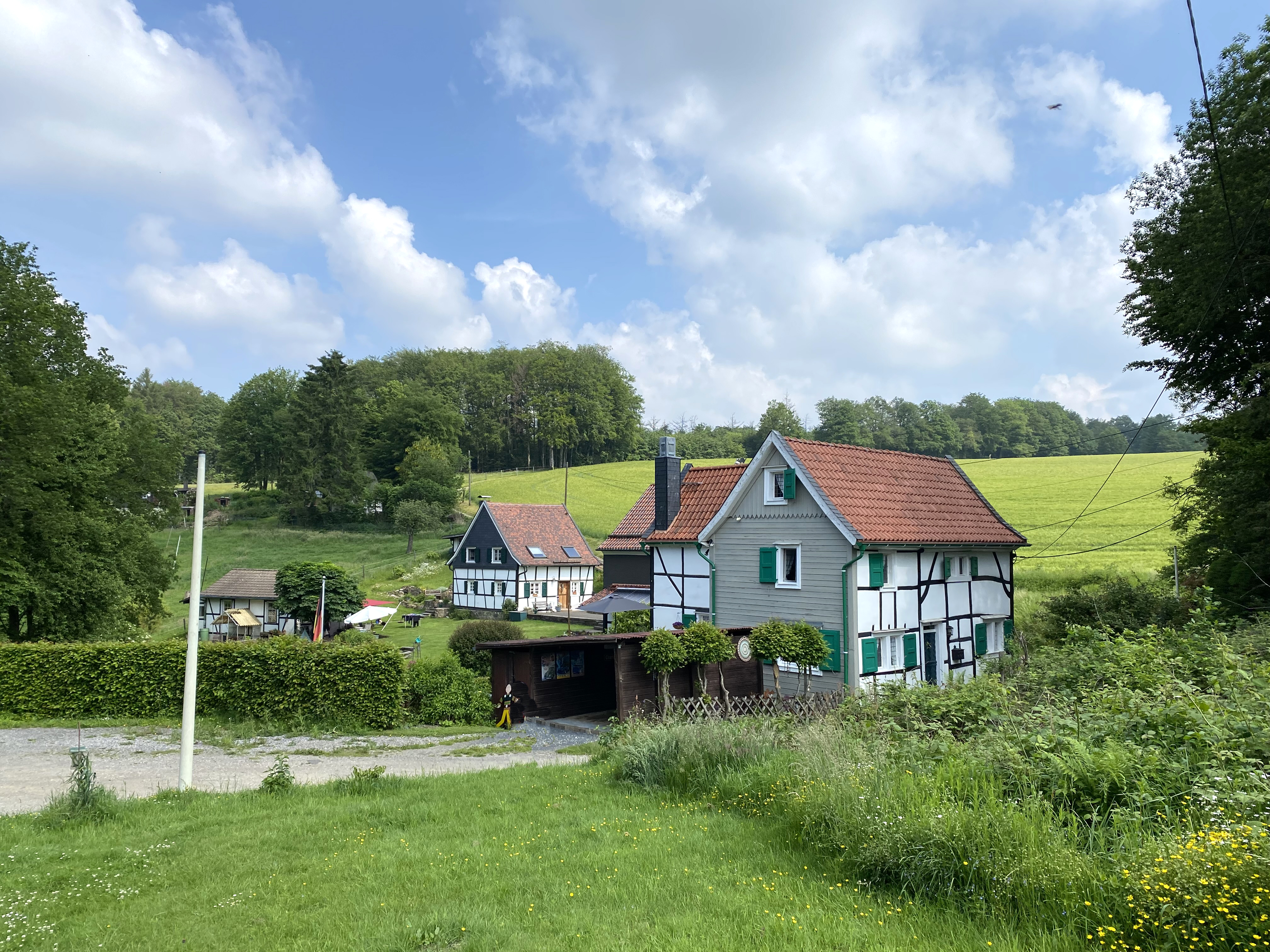
Hofschaft Steinsiepen
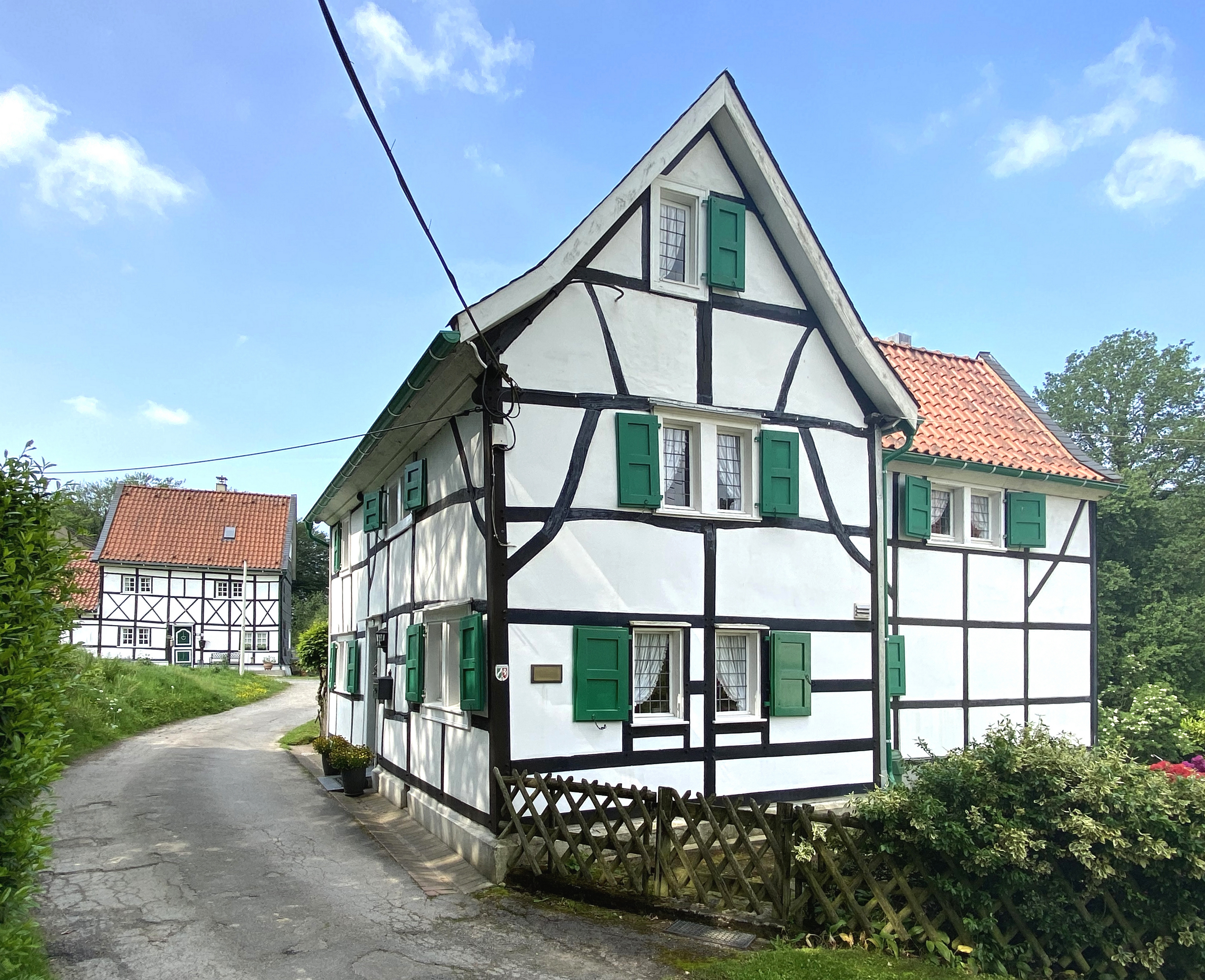
Steinsiepen 9
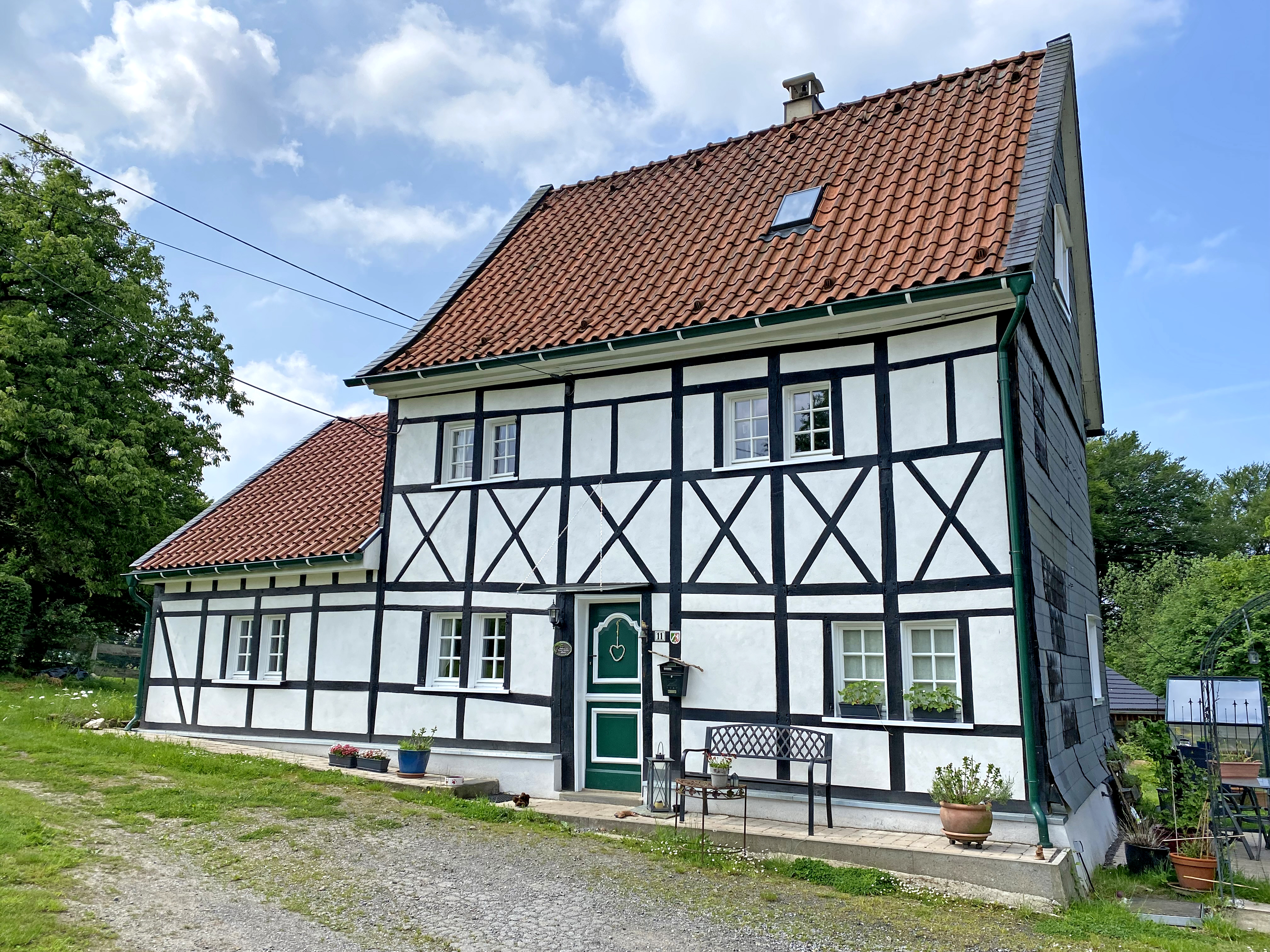
Steinsiepen 11
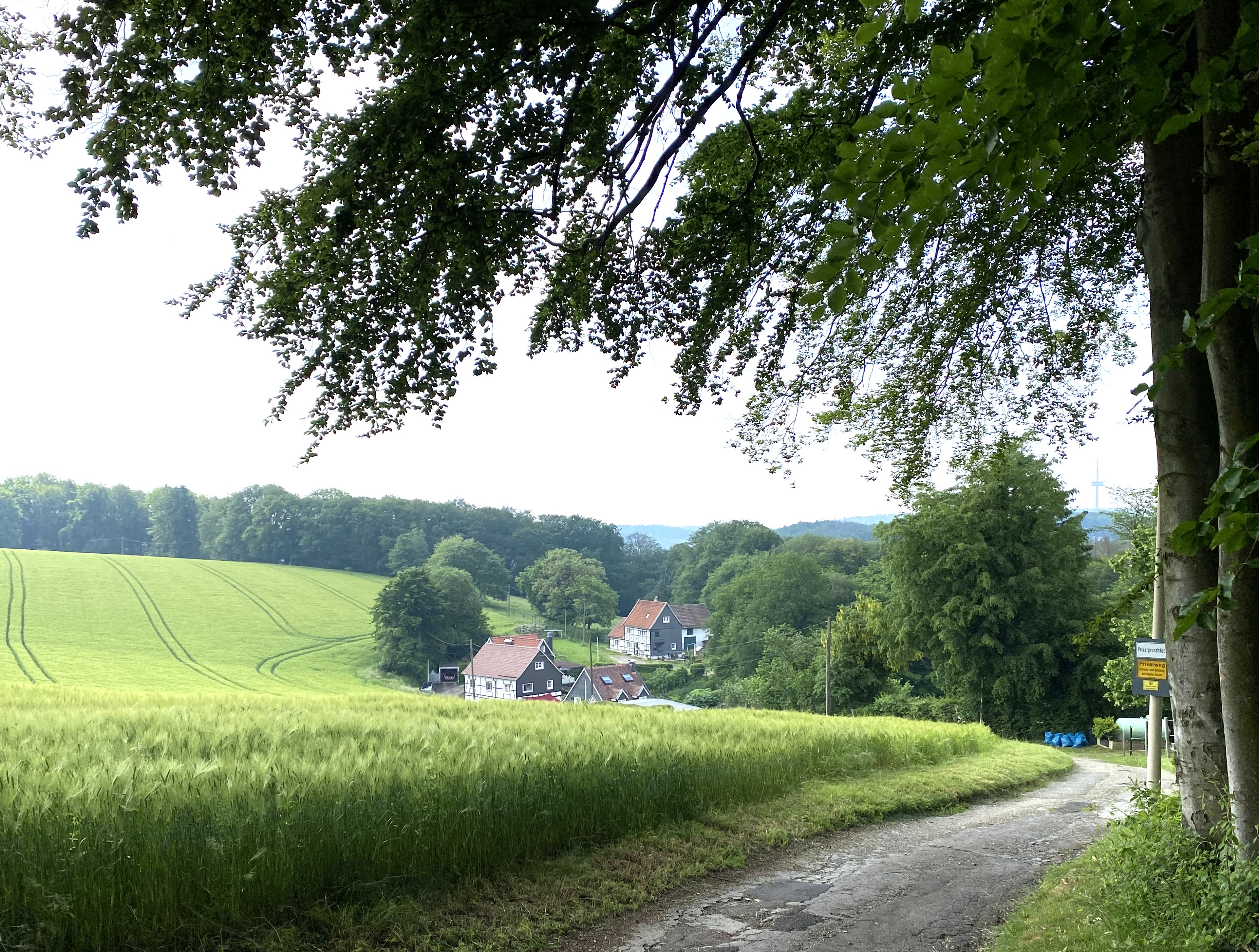
Hofschaft Steinsiepen